# Secche di Nantucket
Le secche di Nantucket (in inglese Nantucket Shoals) sono un insieme di bassofondi dell'Oceano Atlantico nei pressi di Nantucket.

## Caratteristiche
I banchi di sabbia di Nantucket sono acque pericolosamente poco profonde e si estendono dall'isola di Nantucket (Massachusetts) verso est per 37 km e verso sud-est per 64 km; in alcuni punti la profondità dell'acqua può arrivare a 0,91 m. Gli scandagli di profondità sono imprevedibili per il cambiamento costante causato da forti correnti, che sono rotanti anziché inverse.
Le secche di Nantucket sono costituite da:
- l'Asia Rip,
- la secca di Davis,
- il Fishing Rip,
- il Middle Rip,
- la secca di Phelps.

## Navigazione

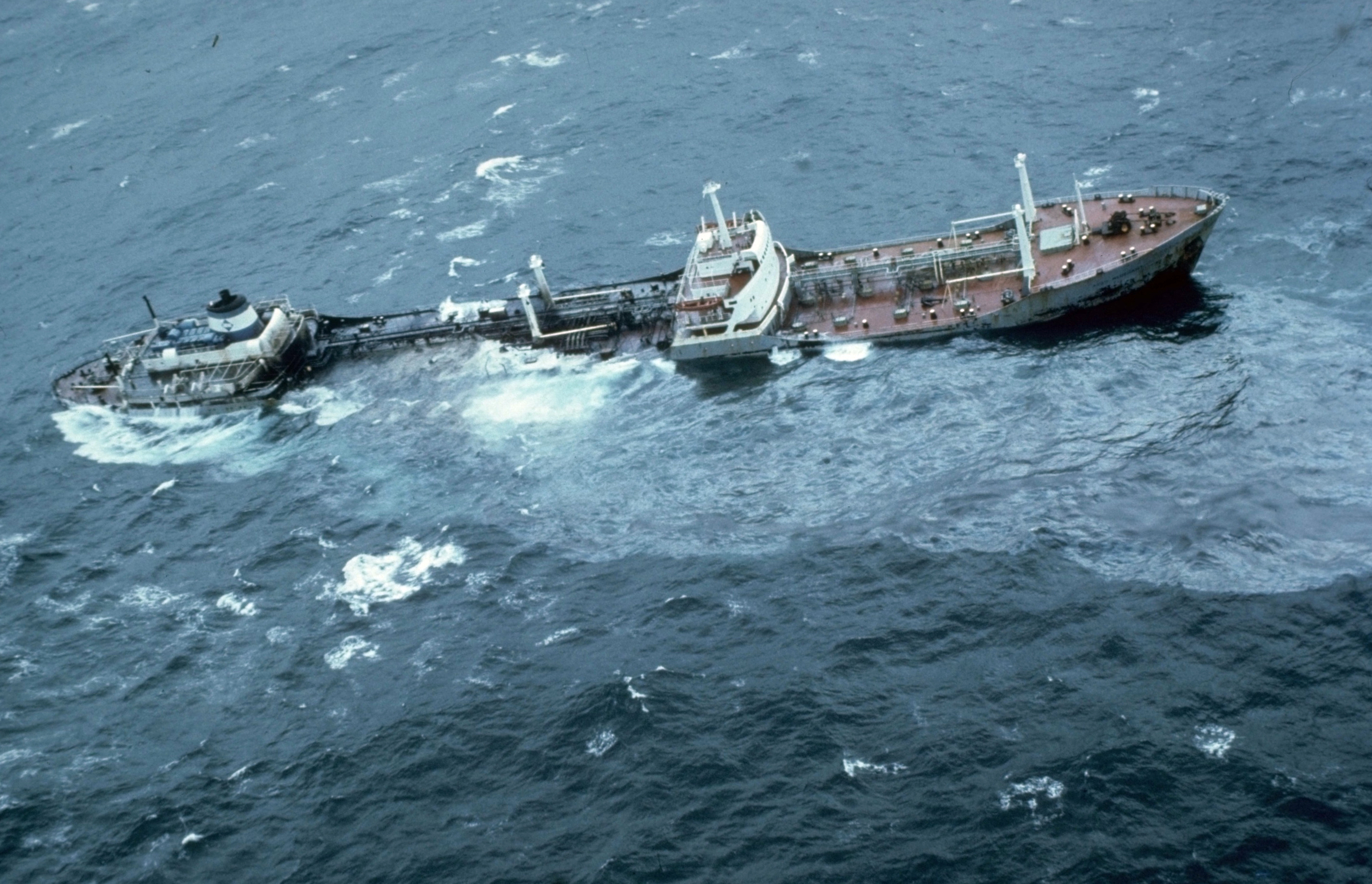
La petroliera Argo Merchant incagliata nel Middle Rip il 15 dicembre 1976

I banchi si trovano a poca distanza da un'importante rotta marittima transatlantica. Numerose navi sono naufragate qui; il più recente è l'inabissamento e il conseguente disastro petrolifero della petroliera Argo Merchant nel dicembre 1976. Fino al 1983 il bordo dei banchi di sabbia era sorvegliato dalle navi-faro di Nantucket.
Secondo l'edizione 2010 dell'United States Coast Pilot, l'Organizzazione marittima internazionale ha stabilito che le secche di Nantucket sono una "zona da evitare". Le navi che trasportano petrolio o materiali pericolosi e quelle che hanno una stazza lorda superiore alle 1.000 tsl devono evitare l'area delimitata dai punti nella tabella seguente.
Mappa di tutte le coordinate: OpenStreetMap  · Bing (max 200) - Esporta: KML  · GeoRSS  · microformat  · RDF
| Zona                 | Coordinate              |
| -------------------- | ----------------------- |
| Madaket              | 41.275°N 70.208333°O    |
| Punta sudoccidentale | 40.72°N 70.008333°O     |
| Asia Rip             | 40.741667°N 69.316667°O |
| Fishing Rip          | 41.075°N 69.316667°O    |
| Punta nordorientale  | 41.391667°N 69.525°O    |
| Faro di Great Point  | 41.39°N 70.046667°O     |